# Анастасиадис, Димос
Димос Анастасиадис (греч. Δήμος Αναστασιάδης, род. 13 февраля 1985, Катерини, Греция) — греческий певец и композитор.

## Жизнеописание
Родился в Катерини в 1985 году. С 6 лет начал учиться играть на различных музыкальных инструментах, включая фортепиано, гитару, барабаны, бузуки. В юности вместе со своими друзьями создает подростковую группу под названием «Δύτες του Χρόνου» («Водолазы времени»), которая играла на концертах в родном городе. Группа играла не только рок-музыку, но и исполняла песни, написанные Анастасиадисом. Во время учёбы в университете, в 2006 году, принимает участие в реалити-шоу «Dream Show» телеканала Alpha TV, после этого начинает профессиональную карьеру певца.
Впоследствии он начинает выступать на сцене «Σταυρός του Νότου» в Афинах. А также начинает сотрудничать с People Entertainment Group и летом 2008 года выпускает свой первый CD-сингл «Δήμος Αναστασιάδης». Через три месяца, в сентябре 2008 года, выпускает альбом «3 ошибки» (3 λάθη). В альбом вошли 13 песен, музыку к которым написал сам Димос. 15 недель подряд альбом занимал первую официальную позицию в национальном Airplay Chart. С большим успехом выступает в ночных клубах Афин и Салоник.
Летом 2008 года осуществляет первый персональный тур по Греции и получает приглашение для участия в концерте Джеймса Бланта. Зимой 2009—2010 работал с Элеонорой Зуганели и Танасисом Алеврасом. После 60 аншлаговых концертов, Димос дает концерты в Салониках и других городах Греции. В мае 2010 года представил свой новый CD-сингл «Αντίθετη Τροχιά» (музыка — Анастасиадис, слова — Вики Геротодору).
В начале июня 2010 года ему было предложено принять участие в мероприятиях на паралимпийских играх в Афинах. Певец сразу ответил положительно. В ноябре 2010 года вышел второй полноформатный альбом Анастасиадиса под названием «Αντίθετη Τροχιά» от Universal Music. В связи с этим Анастасиадис начал турне по 40 городам Греции с целью содействия продвижению альбома.
В мае 2011 года вышло второе издание альбома «Αντίθετη Τροχιά» с двумя новыми песнями «Τάσεις Καταστροφής» и «Τα Καλοκαίρια Θα 'μαι Εδώ», премьера которых состоялась на Mad Video Music Awards 2011 года. Альбом стал золотым. Официальная церемония награждения состоялась 6 июля 2012 года в клубе «Mojito Bay».
Летом 2011 года Анастасиадис дает концерты по всей Греции. В то же время принимает участие в церемонии закрытия Специальных Олимпийских Игр. В октябре 2011 году Universal Music выпускает новый сингл «С тобой на моей стороне» (греч. Με σένα πλάι μου, музыка — Стелиос Роккос, тест — Вики Геротодору). Песню исполняет дуэт — Стелиос Роккос и Димос Анастасиадис.
Зимой 2011—2012 года он сотрудничает со Стелиосом Роккосом на сцене ночного клуба «Звезда» (греч. Αστέρια) в Глифаде. Программа была настолько успешной, что после небольшого перерыва Стелиос Роккос и Димас Анастасиадис продолжили своё сотрудничество в клубе «Астерия» (Глифада) с 4 мая 2012 года.
В начале мая 2012 года вышел новый студийный альбом «Άλλος Εγώ» («Я другой»). 16 мая 2012 года — официальная презентация альбома «Άλλος εγώ». В него вошли 11 песен. Музыку к песням написал сам Димос Анастасиадис, а тексты были написаны Вики Геротодору и Никосом Мораитисом. Исключение составляет дуэт «Με σένα πλάι μου», музыку к которому написал Стелиос Роккос. Первый сингл, который имеет название «Τώρα» («Сейчас»), был презентован немного раньше, а в начале мая завершились съемки клипа на эту песню. Видеоклип снял режиссёр Константинос Ригос. 6 июля 2012 года состоялась торжественная церемония вручения золотого диска Димосу Анастасиадису за альбом «Άλλος εγώ». В течение зимнего сезона 2012—2013 года Димос Анастасиадис выступает вместе с Пегги Зиной в клубе Cosmostage. В программе также принимали участие Амариллис и Лукас Йоркас.

## Композитор
Димос Анастасиадис — автор музыки большинства песен собственного исполнения. Также он пишет песни для Нотиса Сфакианакиса («Εσύ, η θάλασσα»), Пегги Зины.

## Дискография
- 2008 — CD single «Δήμος Αναστασιάδης»
- 2008 — «3 λάθη»
- 2010 — «Αντίθετη τροχιά»
- 2011 — «Αντίθετη τροχιά» (Deluxe Edition)[13]
- 2012 — «Χτίσε μια Γέφυρα» (сингл)
- 2012 — «Τώρα» (сингл)
- 2012 — «Άλλος Εγώ»

## Награды
- Mad Video Music Awards 2009 — Лучший новый исполнитель[14].